# ال بیسوس آی ال ماریسم
ال بیسوس آی ال ماریسم (به اسپانیایی: El Besós y el Maresme) یک منطقهٔ مسکونی در اسپانیا است که در Sant Martí واقع شده‌است. ال بیسوس آی ال ماریسم ۲۲٬۷۴۶ نفر جمعیت دارد.